# Gerhard Schmidt (Politiker, 1940)
Gerhard Schmidt (* 21. April 1940 in Kassel; † 17. August 2023 in Queidersbach) war ein deutscher Politiker der SPD.

## Leben und Beruf
Nach der mittleren Reife 1957 erlangte Schmidt den Fachschulabschluss für Heimerziehung. Anschließend war er in der Jugendarbeit der Stadt Kassel tätig, ehe er 1968 Landesjugendwart der evangelischen Jugend der Pfalz wurde. Nachdem er 1972 Pfarrdiakon geworden war, war er von 1975 bis 1987 Religionslehrer in Kaiserslautern. Nach einem berufsbegleitenden Studium an der Universität Frankfurt wurde er 1976 Diplom-Pädagoge und zwei Jahre später promoviert. Von 1975 bis 1985 war er zunächst Referent bei der evangelischen Akademie im Saarland und hatte danach einen Lehrauftrag an der evangelischen Fachhochschule Ludwigshafen.

## Politik
Schmidt trat 1968 der SPD bei. 1979 wurde er zum Fraktionsvorsitzenden im Verbandsgemeinderat der Verbandsgemeinde Kaiserslautern-Süd und 1989 zum Bürgermeister von Krickenbach gewählt. 1987 wurde er Abgeordneter des rheinland-pfälzischen Landtags, dem er bis zu seiner aus gesundheitlichen Gründen erfolgten Mandatsniederlegung 2005 angehörte. Dort war er unter anderem Vorsitzender des Ausschusses für Bildung, Wissenschaft und Weiterbildung und von 2001 bis zu seinem Ausscheiden aus dem Parlament Landtagsvizepräsident.